# Yohan Cassubie
Yohan Cassubie né le 18 octobre 2000, est un footballeur français qui évolue au poste de milieu de terrain au Amed SFK.

## Biographie

### Jeunesse et formation
Le 23 juillet 2021, Cassubie signe son premier contrat professionnel avec les Chamois niortais pour deux ans. Il fait ses débuts en Ligue 2 BKT lors d'un match nul 0-0 contre VA le 24 juillet 2021.

### Signature à Bordeaux (2023-2024)
Le 4 juillet 2023, il s'engage avec les Girondins de Bordeaux pour une durée de trois ans, jusqu'en 2026. Il arrive libre en provenance des Chamois niortais.